# Joshua et Ben Safdie
Pour les articles homonymes, voir Safdie.
Les frères Joshua et Benny Safdie sont des réalisateurs de films indépendants américains, originaires de New York, qui officient également comme scénaristes, acteurs, producteurs, monteurs et directeurs de la photographie. Le duo est composé de Joshua Safdie, dit Josh Safdie, né le 3 avril 1984, et de Benjamin Safdie, dit Benny Safdie ou Ben Safdie, né le 24 février 1986.

## Biographie

### Enfance et formation
Joshua Safdie et Benjamin Safdie naissent dans une famille juive, et grandissent dans le Queens et à Manhattan. Ils sont les enfants de Amy and Alberto Safdie et les petits-neveux de l'architecte Moshe Safdie.
Avec Alex Kalman, Zachary Treitz, Bret Jutkiewicz et Sam Lisenco, qu’ils rencontrent à l’université de Boston, les frères Safdie fondent le collectif Red Bucket Films, une société de production indépendante,. Le site internet du collectif constitue par ailleurs un élément central de cette communauté de cinéastes, présentant notamment une collection de courts métrages réalisés par ses membres ou une boutique en ligne, le tout dans une esthétique visuelle et une mise en page singulière,.

### Premiers films et reconnaissance critique
Joshua Safdie réalise un premier long métrage intitulé The Pleasure of Being Robbed qui est présenté à la Quinzaine des réalisateurs en 2008. Le film est distribué en France (10 000 entrées).
Ils réalisent ensemble Lenny and the Kids qui est présenté pour la première fois à la Quinzaine des réalisateurs en 2009 sous le nom Go Get some Rosemary. Le film s'inspire de leur enfance et montre la relation d'un père divorcé avec ses deux enfants. Le film rassemble 19 000 spectateurs en Europe dont 12 000 en France,.
En 2014, les frères Safdie réalisent leur troisième long-métrage, Mad Love in New York (Heaven Knows What). Le film, inspiré de la vie d’Arielle Holmes — qui en interprète également le rôle principal —, retrace le quotidien d’une jeune femme sans domicile fixe et dépendante à l’héroïne, dans les rues glacées de New-York. Le film est sélectionné à la Mostra de Venise 2014 dans la section Orizzonti.
En 2017, leur nouveau film intitulé Good Time, avec Robert Pattinson, est sélectionné en compétition officielle pour la Palme d'or au Festival de Cannes. Il s'agit de la première collaboration des deux frères avec une star de renommée internationale, marquant une étape importante dans leur parcours. Le film, qui retrace la cavale d'une petit délinquant new-yorkais tentant désespérément de sauver son frère après un braquage raté, est largement salué par la critique. La même année, ils mettent également en scène le clip Marcy Me de Jay-Z (extrait de l'album 4:44), mis en lumière par Darius Khondji et dévoilé au mois de décembre.
En 2019, les frères Safdie réalisent Uncut Gems, un thriller produit par Martin Scorsese. Le film met en vedette Adam Sandler dans le rôle d'un bijoutier new-yorkais pris dans une spirale de dettes et de paris sportifs. Uncut Gems reçoit un accueil critique très favorable notamment pour son rythme frénétique et la performance d'Adam Sandler, considérée comme l'une des meilleures de sa carrière. 

### Séparation et projets solo
Au début de l’année 2024, Benny Safdie annonce qu’il ne coréalisera plus de films avec son frère Josh Safdie, les deux cinéastes ayant choisi de poursuivre des carrières distinctes. En décembre de la même année, il révèle travailler sur son premier long-métrage en solo, The Smashing Machine, avec Dwayne Johnson dans le rôle principal. Parallèlement, Josh Safdie réalise en 2024 le spectacle de stand-up d'Adam Sandler intitulé Adam Sandler: Love You, diffusé sur Netflix. La même année, il tourne un nouveau long-métrage intitulé Marty Supreme, avec Timothée Chalamet en tête d’affiche. Le scénario, coécrit avec Ronald Bronstein, s’inspire de la vie du pongiste américain Marty Reisman.

## Style et thèmes
Influencés notamment par les œuvres de Martin Scorsese, William Friedkin, John Cassavetes ainsi que par la Nouvelle Vague française, les frères Safdie s’inscrivent dans le courant du mumblecore, un mouvement cinématographique particulier du cinéma indépendant américain du début du XXIe siècle. Il est caractérisé par un style ultra-naturaliste, des budgets modestes et le recours fréquent à des acteurs non professionnels.
La ville de New York, où les deux frères ont grandi, occupe également une place essentielle dans leur cinéma. La majorité de leurs films s’y déroulent, notamment The Pleasure of Being Robbed (2008), Lenny and the Kids (Daddy Longlegs, 2009), Mad Love in New York (Heaven Knows What, 2014), le Queens dans Good Time (2017) et le quartier de Diamond District dans Uncut Gems (2019). La ville y est souvent représentée de manière brute et réaliste, à travers ses quartiers populaires et son agitation quotidienne, contribuant à l’atmosphère nerveuse et authentique de leur mise en scène.

## Filmographie
Sauf indication contraire, les informations mentionnées dans cette section peuvent être confirmées par la base de données cinématographiques IMDb,  présente dans la section « Liens externes ».

### Réalisateurs
- 2009 : Lenny and the Kids
- 2010 : John's Gone (court métrage)
- 2011 : The Black Balloon (court métrage)
- 2014 : Mad Love in New York (Heaven Knows What)
- 2017 : Good Time
- 2017 : Marcy Me de Jay-Z (clip)
- 2019 : Uncut Gems
- 2020 : Goldman v Silverman (court métrage)

### Monteurs
- 2019 : Uncut Gems

## Distinctions
Sauf indication contraire, les informations mentionnées dans cette section peuvent être confirmées par la base de données cinématographiques IMDb,  présente dans la section « Liens externes ».
- Film Independent's Spirit Awards 2011 : Prix John-Cassavetes (en) (meilleur film à moins de 500 000 dollars) pour Lenny and the Kids[11] (partagé avec Casey Neistat et Tom Scott)
- Festival du film de Sundance 2012 : Prix du Jury pour le meilleur court-métrage américain de fiction décerné à Black Balloon[16]
- Awards Circuit Community Awards 2017 : Mention honorable pour Good Time
- National Board of Review Awards 2019 : Prix du meilleur scénario original pour Uncut Gems (partagé avec Ronald Bronstein)
- New York Film Critics Circle Awards 2019 : Prix du meilleur réalisateur pour Uncut Gems[17]
- Film Independent's Spirit Awards 2020 : meilleur réalisateur et meilleur montage (partagé avec Ronald Bronstein) pour Uncut Gems[18]

#### Joshua Safdie
- Ressources relatives à l'audiovisuel (pour Joshua Safdie) :   - Africultures
  - Allociné
  - César du cinéma
  - Ciné-Ressources
  - Filmportal
  - IMDb
  - Unifrance
- Ressource relative à plusieurs domaines (pour Joshua Safdie) :   - Radio France
- Ressource relative à la recherche (pour Joshua Safdie) :   - Dialnet
- Notices d'autorité (pour Joshua Safdie) :   - VIAF
  - ISNI
  - IdRef
  - LCCN
  - GND
  - Espagne
  - Pologne
  - WorldCat

#### Benny Safdie
- Ressources relatives à l'audiovisuel (pour Benny Safdie) :   - Africultures
  - Allociné
  - American Film Institute
  - Ciné-Ressources
  - IMDb
  - Unifrance
- Ressource relative à plusieurs domaines (pour Benny Safdie) :   - Radio France
- Ressource relative à la recherche (pour Benny Safdie) :   - Dialnet
- Notices d'autorité (pour Benny Safdie) :   - VIAF
  - ISNI
  - IdRef
  - LCCN
  - GND
  - Pays-Bas
  - Tchéquie
  - WorldCat